# Rudolf Kralicek
Rudolf Kralicek (Huštenovice, 19. siječnja 1862. – Češki Tešin, 4. siječnja 1946.) je bio austrougarski general i vojni zapovjednik. Tijekom Prvog svjetskog rata zapovijedao je 28. pješačkom divizijom, te IX. i XVI. korpusom na Istočnom i Talijanskom bojištu. 

## Vojna karijera
Rudolf Kralicek rođen je 19. siječnja 1862. u Huštenovicama. U vojsku je stupio kao kadet 1880. godine, te nakon završetka kadetske škole s činom poručnika od 1881. služi u 59. pješačkoj pukovniji. U navedenoj pukovniji služi sedam godina, da bi od 1888. služio u Glavnom stožeru. U međuvremenu je, u svibnju 1891., promaknut u čin satnika. Od 1895. služi u 21. bojnoj vojne policije, dok od iduće 1896. godine je na službi kao predavač u vojnoj akademiji. U svibnju 1897. unaprijeđen u bojnika, te s tim činom od 1897. iduće tri godine služi u 57. pješačkoj pukovniji. Godine 1900. prelazi na službu u ministarstvo rata, dok je u svibnju 1904. promaknut u čin pukovnika. Godine 1907. postaje zapovjednikom 45. pješačke pukovnije kojom zapovijeda do 1910. kada preuzima zapovjedništvo nad 65. pješačkom brigadom. U međuvremenu je, i to u lipnju 1910., promaknut u general bojnika, dok je u lipnju 1913. unaprijeđen u čin podmaršala. Istodobno s tim promaknućem postaje zapovjednik 28. pješačke divizije sa sjedištem u Ljubljani kojom zapovijeda i na početku Prvog svjetskog rata.

## Prvi svjetski rat
Na početku Prvog svjetskog rata 28. pješačka divizija nalazila se u sastavu III. korpusa koji se pak nalazio u sastavu 2. armije kojom je na Istočnom bojištu zapovijedao Eduard von Böhm-Ermolli. Zapovijedajući 28. pješačkom divizijom Kralicek sudjeluje u Galicijskoj bitci. U studenom 1914. Kralicek postaje zapovjednikom IX. korpusa zamijenivši na tom mjestu Johanna von Friedela. S navedenim korpusom sudjeluje u Karpatskim operacijama, te u uspješnoj ofenzivi Gorlice-Tarnow u kojoj njegov korpus prodire do rijeke San. 

U srpnju 1916. Kralicek s IX. korpusom sudjeluje u suzbijanju Brusilovljeve ofenzive. U početku iste Kralicekov korpus koji je držao položaje sjeverno od Tarnopola nije bio objekt ruskog napada. Međutim, sredinom srpnja ruska 7. armija snažno je napala položaje IX. i susjednih korpusa. Kralicekov korpus odbio je ruski napad, ali je kasnije prisiljen na povlačenje prema Lembergu s obzirom na to da se povukao korpus koji se nalazio južnije od položaja IX. korpusa, a kojim je zapovijedao Peter von Hofmann. Kralicek međutim, nije dopustio daljnji ruski prodor prema Lembergu, te je sve ruske napade uspješno odbio. 
Ubrzo nakon završetka Brusilovljeve ofenzive Kralicek se razbolio, te je prisiljen uzeti dopust. Na dužnost se vratio u veljači 1917. preuzevši zapovjedništvo XVI. korpusa kojim je do tada na Talijanskom bojištu zapovijedao Wenzel von Wurm. Navedeni korpus nalazio se u sastavu 5. armije kojom je zapovijedao Svetozar Borojević, te je s istim Kralicek sudjelovao u Desetoj i Jedanaestoj bitci na Soči. Ujedno je u svibnju 1917. promaknut u čin generala pješaštva.
U lipnju 1918. Kralicek sa XVI. korpusom sudjeluje u Bitci na Piavi. U navedenoj bitci Kralicekov XVI. korpus je napao otok Papadopoli na Piavi, ali ga zbog nedostatka topničke potpore nije zauzeo. U listopadu 1918. Kralicek se ponovno razbolio. Morao je biti hospitaliziran, te se do kraja rata nije vratio na bojište.

## Poslije rata
Nakon završetka rata Kralicek je s 1. siječnjem 1919. umirovljen. Preminuo je 4. siječnja 1946. u 84. godini života u Češkom Tešinu. 

## Vanjske poveznice
(eng.) Rudolf Kralicek na stranici Oocities.org

(češ.) Rudolf Kralicek na stranici Hustenovice.cz

(njem.) Rudolf Kralicek na stranici Weltkriege.at